# The Units
The Units war eine der frühen US-amerikanischen New-Wave-Bands, die 1978 in San Francisco gegründet wurde und sich 1984 wieder auflöste. Sie gilt als eine der Musikgruppen, welche den Weg für den Electropunk in den Vereinigten Staaten ebneten.

## Geschichte
The Units wurde ursprünglich im Sommer des Jahres 1978 von Scott Ryser (Synthesizer), Jay Darrah (Schlagzeug), Tim Ennis (E-Bass), Randy Dunagan (Gesang), Lori Lorenzo (E-Gitarre), Ron Lanz (E-Gitarre) und Amy Weiss (Gitarre) in San Francisco gegründet. Noch im selben Jahr verließen der Leadsänger, die drei Gitarristen sowie der Schlagzeuger bereits wieder die Band.
In neuer Dreierbesetzung, bestehend aus Scott Ryser (Synthesizer), Tim Ennis (E-Bass) sowie dem neu hinzugekommenen Richard Driskell (Schlagzeug) – als Ersatz für Jay Darrah – spielten The Units im Jahr 1979 bei den unterschiedlichsten Veranstaltungen in den gesamten Vereinigten Staaten, insbesondere aber in San Francisco auf. Im gleichen Zeitraum stößt Rachel Webber, die von nun an zur Hauptbesetzung gehört, hinzu.
Nach den Veröffentlichungen der Singles High Pressure Days, San Francisco, Ca Units und Warm Moving Bodies im Selbstverlag folgt 1980 das Debütalbum Digital Stimulation, welches als eines der frühesten Elektropunkalben in den Vereinigten Staaten gilt, aufgenommen in der Besetzung Scott Ryser (Gesang und Synthesizer), Rachel Webber (Gesang und Synthesizer) und dem neu hinzugekommenen Brad Sounders (Schlagzeug).
Hiernach erfolgte im Jahr 1982 die Veröffentlichung der Single The Right Man, welche Platz 18 in den Billboard Disco Top 80 Charts erreichte. Die im Jahr 1983 erschienene Single A Girl Like You sowie das Minialbum New Way to Move, beide bei Epic, konnten nicht an vorangegangene Erfolge anknüpfen.
1984 verließen Scott Ryser und Rachel Webber The Units, infolge dessen sich die Band auflöste. Ein geplantes zweites Album für das Jahr 1982 erschien zu diesem Zeitpunkt nicht mehr. Die Veröffentlichung dessen erfolgte erst im Jahr 2016 mit dem Titel Animals They Dream About, anhand alter restaurierter Tonbänder, aufgenommen im Jahr 1981, in der Besetzung Scott Ryser (Gesang und Synthesizer), Rachel Webber (Gesang und Synthesizer), Seth Miller (Schlagzeug) sowie Jon Parker (Synthesizer und Perkussion). Zuvor war bereits das Debütalbum Digital Stimulation beim selben Label als Reissue erschienen.

## Diskografie

### Alben
- 1980: Digital Stimulation (415 Records)
- 1983: New Way to Move (Epic)
- 2016: Digital Stimulation (Futurismo, Wiederveröffentlichung)
- 2016: Animals They Dream About (Futurismo, Wiederveröffentlichung)

### Singles und EPs
- 1979: High Pressure Days (Eigenveröffentlichung)
- 1979: San Francisco, Ca Units (Eigenveröffentlichung)
- 1980: Warm Moving Bodies (Eigenveröffentlichung)
- 1982: The Right Man (Up Roar Records)
- 1983: A Girl Like You (Epic)

### Kompilationen
- 2009: History of the Units - The Early Years: 1977-1983 (Community Library)

## Videografie
- Unit Training Film 1: Warm Moving Bodies
- Unit Training Film 2: Cannibals
- Units - "Cowboy" (Official Unit Training Film 1980)
- The Units - High Pressure Days 1979 - with intro by Dirk Dirksen
- The Units & Larray Cuba - Warm Moving Bodies with Calculated Movements